# Giovanni Falchetti
Giovanni Enrico Falchetti Aramayo (Santiago de Chile, 4 de enero de 1977), más conocido como Giovanni Falchetti, es un músico y actor chileno. Posee una larga trayectoria artística y premios internacionales como el Premio GLAAD a "Mejor Artista Hispano 2008".

## Biografía
Giovanni Falchetti nació el 4 de enero de 1977 en la capital de Chile, Santiago. Es hijo de padre italiano y madre argentina.  
Su vida es de película. Desde niño sintió una fuerte conexión con la música, a los 10 años formó parte del exitoso programa Sábados Gigantes en el segmento “Clan Infantil”, donde  destacó por el resto de sus compañeros en canto y baile. 

Tres años después tuvo que abandonar los escenarios al detectar que sufría el síndrome Guilláin-Barré, una enfermedad neurológica que le ocasionaba parálisis. Se rehabilito en fundación Teletón Chile.
En el año 1994 se integra al coro de la cantante Myriam Hernández y realiza una gira de conciertos por varios países de América, incluyendo el XXXV Festival Internacional de la Canción de Viña del Mar. Al año siguiente, se presentó como cantante solista en la Fiesta de la Pampilla de Coquimbo.

Cuatro años después, en 1998, realiza el lanzamiento de su primer disco titulado simplemente Giovanni Falchetti, donde el tema «No temas al amor» rápidamente lo situó como uno de los cantantes más populares de Chile, haciéndole merecedor a varios premios y presentaciones estelares en los principales programas musicales chilenos.
En abril del año 2003, Giovanni se integra al elenco del reality show de la Televisión Nacional de Chile (TVN), Tocando las Estrellas (un Big Brother versión chilena), con el propósito de darse a conocer y dar un impulso definitivo a su carrera musical, iniciada ocho años antes. Durante más de tres meses permanece encerrado, llegando invicto a ocupar el tercer lugar del show. Es en su estancia en la casa de Tocando las Estrellas cuando, ante la sorpresa de todos y en un hecho inédito en la televisión chilena, Giovanni Falchetti asume públicamente su orientación sexual.
Saliendo del encierro, Giovanni es invitado al programa estelar De Pe a Pa, donde además de contar su experiencia en el reality show, canta con la mexicana Yuri e interpreta una de las canciones de su álbum de 1998: Baila Morena. Además, mostró y asombró su rehabilitación en el instituto Teletón en 1998, cuando Falchetti padeció una enfermedad que lo dejó postrado en una silla de ruedas; gracias a su empuje y lucha por salir adelante, el guapo artista pudo superar estas limitaciones que, sin duda, le dejarían un enorme aprendizaje para toda la vida. 

Giovanni Falchetti protagoniza también el filme del magallánico Patricio Riquelme, Gente Mala del Norte, donde encarna a un fotógrafo irlandés que descubre el histórico crimen del Cerro de La Cruz, compartiendo créditos con los actores Luis Alarcón y Juan Falcón, entre otros.
En el año 2004, y bajo el sello discográfico de Sony Music Chile, Giovanni realiza la grabación de su nuevo disco «Mi Seducción», donde participan con él compositores de la talla de Mauricio Parra, Jaime Ciero y Pablo Castro (ex dúo de La Sociedad).
En junio de 2004, «Mi Seducción» sale a la luz pública en el programa de TVN Buenos Días a Todos, presentando además el videoclip en donde el cantante sale desnudo en varias escenas, lo que causó revuelo entre la prensa chilena.
Giovanni gana en forma unánime un premio de 10 mil dólares, como mejor cantante, en el programa de la TVN Sin Prejuicios, donde dejó patente su enorme calidad humana donando la mitad de su premio para los damnificados de los temporales de Valdivia.
Más adelante, Giovanni Falchetti realiza el lanzamiento de su segundo sencillo, «Soy lo que soy», donde realiza un vídeo de estupenda manufactura y en la que participan las modelos nacionales Daniella Campos, Carla Ochoa, Katty Droguillas, así como las periodistas Alejandra Valle y Paulina Rojas.
Este vídeo fue estrenado en el popular programa de Chilevisión, Primer Plano, y más adelante se transmitió a través de otros medios de comunicación, incrementando con ello la ascendente popularidad del guapo cantante gay.
En 2005, Giovanni es invitado también a diversos programas de radio y televisión en la ciudad de Mendoza, Argentina, debido a la gran aceptación del vídeo «Soy lo que Soy» y, desde luego, al éxito que un año antes alcanzó entre el público de ese país. En esta ocasión, presenta un magnífico espectáculo para dar a conocer el sencillo «Junto a ti», de su álbum Mi seducción.
En 2005, Giovanni es invitado también a diversos programas de radio y televisión en la ciudad de Mendoza, Argentina, debido a la gran aceptación del vídeo «Soy lo que Soy» y, desde luego, al éxito que un año antes alcanzó entre el público de ese país. En esta ocasión, presenta un magnífico espectáculo para dar a conocer el sencillo «Junto a ti», de su álbum Mi seducción.
En 2006 Giovanni es invitado a participar como artista al Festival de Pez por La Paz, en la ciudad de Oaxaca, México.Debido al éxito del artista que es contratando por la compañía disquera Hitman Records, quien decide reeditar el disco «Mi Seducción», con el nombre de «Junto a ti».
Giovanni Falchetti, viaja a promocionar este disco en todo México, cabe destacar que es el primer chileno GRAND MARSHALL de las Carreras NASCAR en Querétaro. Falchetti se presenta en televisión y ferias masivas, que confirman la proyección en México.
En 2008 Giovanni prepara lo que será su tercera producción musical, esta vez de la mano del emblemático compositor chileno Juan Antonio Labra, que le compone dos temas inéditos para esta placa. El disco bajo la producción musical de Nicolás Borbar, reclutó a los mejores músicos chilenos, tales como el trompetista Gustavo Boch. Giovanni además graba el éxito La maldita primavera, convirtiéndose en el primer hombre en grabar la versión en español de este tema italiano.
El disco fue lanzado por la compañía Discos CNR Chile y rápidamente ocupó los primeros lugares de ventas y popularidad con su primer sencillo «Lo que llevo dentro». En mayo del 2009, Giovanni Falchetti es merecedor del Premios GLAAD de los Estados Unidos, en la categoría «Mejor Cantante Hispano», por su disco «Junto a Ti», ganándole al grupo mexicano Maná.
En junio, presenta este nuevo disco en México y lo realiza en El Zócalo de esta ciudad, en el día del Orgullo Gay, frente a más de 100 000 personas, que a pesar de las lluvias, no dejaron de ovacionar al cantante chileno, convirtiéndose así en el primer solista de su país en presentarse en dicho recinto. Además se le entrega el reconocimiento en Galerías de las Estrellas, por ser uno de los artistas internacionales, de mayor proyección en México.
Giovanni, es invitado al estelar de televisión más importante de Chile «Animal Nocturno»,entrevistado por el animador de Viña del Mar, Felipe Camiroaga, donde cantó y enseñó sus logros internacionales. Posteriormente realizó una gira de conciertos por todo su país.
Ese mismo año es entrevistado por la revista People en Español, como una de los cantantes latinos con mayor proyección en el mercado hispanoamericano.
El mismo año recibe el reconocimiento "Orgullo Gay Bicentanario" en un acto masivo , frente al Palacio de La Moneda. Ese mismo año se lanza el libro "Fuera del Closet", escrito por el periodista Octavio Crespo, donde 13 personajes abiertamente gais cuentan sus historias de vida. Giovanni Falchetti, es uno de los entrevistados, plasmando su historia para siempre.
En el 2011 Giovanni Falchetti lanza el primer sencillo de su cuarto disco titulado "Vuelve", cover que popularizó en los años 70, la cantante italiana Rafaella Carrá. El tema , producido por Nicolás Borbar, ocupa los primeros lugares de popularidad en varias regiones de Chile, una fuerte rotación radial en México y Centroamérica, lo cual lo lleva a ser invitado a realizar una extensa promoción en Guatemala, El Salvador y Nicaragua. El vídeo grabado en la ciudad de Valparaíso.
En junio del 2013 Giovanni Falchetti nuevamente es invitado a cantar al Orgullo LGTB de México, presentándose en el Zócalo de la Ciudad de México ante más de 50.000 personas.
En octubre del 2015 Giovanni Falchetti graba su cuarto álbum titulado "Sin Miedo", del cual se desprende el sencillo del mismo nombre, del autor y compositor chileno Rodrigo Hargreaves, bajo la producción de Nicolás Borbar. El disco fue lanzado en la ciudad de Miami, Fl.
Sin Miedo” es una evolución musical donde se fusionan instrumentos y sonidos electrónicos acompañados de un look atrevido, provocador e innovador como es el uso de una falda escocesa que invita a atreverse a hacer cosas sin miedo. Esta imagen está a cargo de Wendy Pozo, una diseñadora chilena de la tienda Londress que ha venido desarrollando una colección de faldas para hombre. Ocupa portadas de varias revistas, destacando la revista G de México.
El artista realiza una intensa gira por México, presentándose en importantes programas de televisión como "Susana Adicción" con Susana Zabaleta por Unicable o el matinal más importante de Latinoamérica de Televisa llamado HOY, donde fue escogido el artista del mes del programa dándole diariamente cápsulas donde el artista narra parte de su vida artística.  
En marzo del 2015 el artista realiza una intensa gira por la República de Guatemala, el sencillo "Sin Miedo", se posiciona en los primeros lugares de popularidad en todo el país. Realiza presentaciones en El Salvador, Costa Rica y Panamá.
En octubre del 2015 Giovanni Falchetti es galardonado con el premio Gaviota por ser el artista internacional de mayor impacto en México con su sencillo "Sin Miedo".

En abril de 2016 al cumplirse una década del artista radicado en México, se lanza al mercado el disco "10 años Junto a Ti", 15 canciones que han marcado la carrera del artista en el extranjero. Adicionalmente, ese mismo año recibió el premio mexicano "Luminaria de Oro" en la Plaza de las Estrellas de dicho país.

2018 se lanza el sencillo "Entonces qué Somos", originario de la famosa Banda Mexicana el Recodo. El artista realiza giras y presentaciones por México y Centroamérica.
En este abril de 2022, con una nueva producción bajo el brazo, un EP  titulado: “Con Chile en la Sangre”, llega a  México para reencontrarse con su público. Porque si bien la balada lo ha hecho  triunfar, necesitaba un desafío y lo encontró en un género que aman en  México: la cumbia norteña.  Se lanza "La Bota Nueva",  tema que rápidamente se posiciona en los principales medios radiales .  Giovanni nuevamente realiza giras y presentaciones destacando  Monterrey donde canto ante más de 60.000 personas. 
En octubre, se lanza del mismo EP el sencillo titulado "Tengo que Colgar", donde además se realiza un videoclip filmado en San José de Maipo.

## Discografía
- 1998: Giovanni Falchetti
- 2004: Mi Seducción
- 2004: Junto a Ti
- 2008: Lo que llevo dentro
- 2011: Vuelve
- 2015: Sin Miedo
- 2016: 10 años Junto a ti
- 2018: Entonces que Somos
- 2022: Con Chile en la sangre